# Estados rojos y estados azules

Resultados de las elecciones presidenciales de 2004, 2008, 2012 y 2016
Estados republicanos en las 4 elecciones
Estados republicanos en 3 de 4 elecciones
Estados republicanos en 2 elecciones y demócratas en 2
Estados demócratas en 3 de 4 elecciones
Estados demócratas en las 4 elecciones

Mapa que muestra el resultado por estados respecto de las elecciones presidenciales de 2008, representando a los estados en que ganaron los demócratas en azul y republicanos en rojo.

Estados rojos y estados azules hace referencia a aquellos estados de los Estados Unidos cuyos residentes votaron en las elecciones presidenciales predominantemente por el candidato del Partido Republicano o por el del Partido Demócrata. El término se volvió popular durante las elecciones de 2000. En los años 1970 y 1980, por el contrario, el código de colores que se usaba en los mapas de varios canales era a la inversa; rojo para demócratas y azul para republicanos. Así, por ejemplo, en las elecciones de 1980 Carter fue identificado por el color rojo y Reagan por el azul. Existen distintas teorías de porque era esto, desde asociarlo con los colores normales de partidos conservadores y liberales en otros países hasta ser resultado de una condición aleatoria en la que se usaba el azul para definir al partido oficialista en el momento de la elección, cosa que en el año 2000 (fecha en que la compleja elección llevó a semanas y semanas de gráficos en televisión) terminó asignándole el azul a los demócratas.

## La división
Los mapas que han surgido como resultado de las recientes elecciones estadounidenses siguen un patrón geográfico determinado. Los estados rojos tienden a encontrarse en el sur, las Grandes Llanuras y en estados montañosos, y los estados azules se encuentran en el noreste, en el área norte del centro y en la costa oeste. El centro es el lugar de mayor división. El estado azul de mayor intensidad en el centro es Illinois, donde tanto Al Gore como John Kerry superaron a los candidatos republicanos con un margen del 10%.
Muchos de los estados rojos donde el Partido Republicano es dominante son ampliamente conocidos por su conservadurismo, como Texas o Utah (este último donde los mormones son mayoría) y muchos son de áreas rurales, como Alaska. Por el contrario la mayoría de los estados azules donde las personas son liberales en lo cultural como y en el sentido estadounidense de «progresista» en lo económico, son metropolitanos, urbanizados o epicentros culturales y académicos donde buena parte de la población tiene estudios universitarios como el Distrito de Columbia y Massachusetts o regiones turísticas conocidas por su liberalismo cultural y su multiculturalismo como California y Hawái. En síntesis, las características liberales y conservadoras de la población pueden tener causas demográficas. Esto, sin embargo, no es así en todos los casos y existen muchísimas posibles causas y razones socio-históricas para el dominio de estos partidos.
El término «estado púrpura» se usa para referirse a estados donde ninguno de los dos partidos es el más fuerte y tanto demócratas como republicanos ganan elecciones a menudo de forma alternada.
A diferencia de la mayoría de países donde el rojo se utiliza para identificar a partidos progresistas que tienden a la izquierda del centro y el azul se usa para partidos conservadores que tienden a la derecha del centro, el Partido Republicano es conservador y se le ve generalmente a la derecha del espectro mientras el Partido Demócrata es socioliberal-progresista y sus posiciones son mucho más a la izquierda que el Republicano en la mayoría de temas. No obstante los dos partidos mayoritarios de EE. UU. han variado su posición en el espectro desde su fundación habiendo sido originalmente el Partido Demócrata conservador y el Partido Republicano progresista.

## En otros países
En México, algunas entidades federativas tienen un partido político por el cual suelen votar. Ejemplos claros lo podemos ver con el Partido Revolucionario Institucional (PRI) como el partido baluarte en Coahuila, el Partido Acción Nacional (PAN) en Guanajuato, el Movimiento de Regeneración Nacional (Morena) en Tabasco y la Ciudad de México, y el Movimiento Ciudadano (MC) en Jalisco. 
En Costa Rica desde hace ya varias elecciones las provincias periféricas o rurales de Guanacaste, Puntarenas y Limón favorecen al Partido Liberación Nacional, mientras las provincias metropolitanas Heredia, San José y Alajuela favorecen a Acción Ciudadana o PSD partidos centristas, mientras el conservador Cartago varía.
En Argentina varias de sus provincias tienden a tener votantes de partidos políticos e Ideologías específicas. Como es el caso de las provincias de Formosa, Buenos Aires y Santiago del Estero, en estas tres provincias casi siempre sale victorioso un candidato peronista. Mientras, los votantes de la ciudad de Buenos Aires y de la Córdoba en su mayoría votan por candidatos antikirchneristas.
En Chile, durante los últimos años se ha podido hablar de bastiones ideológicos en algunas regiones del país. Por ejemplo, el Biobío, Tarapacá, el Ñuble, el Maule y La Araucanía son sectores de tendencias conservadoras y a la derecha del espectro político, mientras regiones como Coquimbo, Valparaíso y Metropolitana son regiones más seguras de ganar para los partidos progresistas y de izquierda.
Entre 1945 y 1990, Italia vivió un inusual bipartidismo entre la Democracia Cristiana y el Partido Comunista. Los comunistas tuvieron sus bastiones en tres regiones conocidas como “regiones rojas” donde el PCI solía ganar por amplio margen: Emilia-Romaña, Toscana y Umbria, pero en general era fuerte en zonas industriales con gran población obrera como en el norte y débil en las áreas rurales altamente católicas como el sur de Italia. Tras la transformación del PCI en Izquierda Democrática y eventualmente la fusión de ésta en el Partido Democrático siguieron siendo dominantes en estas zonas.
Australia está dividida entre el Partido Liberal de centroderecha que utiliza el color azul, y el Partido Laborista de centroizquierda que utiliza el color rojo. El primero de ellos ha salido favorecido en Australia Occidental y Queensland, y el segundo suele ganar en Victoria o Nueva Gales del Sur.